# The Roches (album)
The Roches je eponymní debutové album The Roches. Produkoval jej Robert Fripp, který zde hrál i na kytaru a Fripperies.

## Seznam skladeb
1. „We“ (Suzzy Roche, Terre Roche, Margaret Roche) – 2:35
2. „Hammond Song“ (Margaret Roche) – 5:46
3. „Mr. Sellack“ (Terre Roche) – 4:03
4. „Damned Old Dog“ (Margaret Roche) – 4:07
5. „The Troubles“ (Suzzy Roche, Terre Roche, Margaret Roche) – 3:27
6. „The Train“ (Suzzy Roche) – 3:30
7. „The Married Men“ (Margaret Roche) – 4:32
8. „Runs in the Family“ (Terre Roche) – 3:29
9. „Quitting Time“ (Margaret Roche) – 4:19
10. „Pretty and High“ (Margaret Roche) – 4:05

## Obsazení
- Suzzy Roche – zpěv, kytara
- Maggie Roche – zpěv, kytara, syntezátor (v „Quitting Time“)
- Terre Roche – zpěv, kytara
- Robert Fripp – elektrická kytara, Fripperies (v „Hammond Song“)
- Tony Levin – baskytara
- Jim Maelen – triangl, shaker
- Larry Fast – programátor syntezátoru